# Joan Sutherland
Joan Alston Sutherland, född 7 november 1926 i Sydney, New South Wales, död 10 oktober 2010 i Les Avants nära Montreux, Schweiz, var en australisk operasångerska, flerfaldigt adlad av den brittiska drottningen för sina förtjänster inom den klassiska musiken. 
Sutherland har kallats en av vår tids absolut främsta operasångerskor. Hon hade bred repertoar. Hennes röst kallades mångfacetterad, rik och hade en mycket personlig klang. Hon betecknades som en lyrisk-dramatisk koloratursopran, hennes röstomfång var brett och hennes röst var stark i hela omfånget.
Den näst största salen i Operahuset i Sydney kallas sedan 16 oktober 2012 för Joan Sutherland Theatre.

## Karriär
Sutherland inledde sin musikaliska bana med studier i piano och sång för sin mor i Sydney och fick flera utmärkelser. År 1951 reste hon till London för att få högre skolning på Royal College of Music. Året därpå gjorde hon sin scendebut som Första Damen i Mozarts Trollflöjten på Covent Garden. De följande åren sjöng hon i operor som Verdis Un ballo in maschera och Aida men även i uruppförandet av Benjamin Brittens Gloriana.
1954 gifte hon sig med sin ackompanjatör och landsman, dirigenten Richard Bonynge. Tack vare deras musikaliska samarbete var hon resten av sin karriär en flitigt återkommande gäst på Covent Garden och London Symphony Orchestra där också hennes man var engagerad. Bonynge övertygade också henne att hon borde lägga om sin karriär och 1959 kom så hennes stora genombrott i titelrollen i Donizettis opera Lucia di Lammermoor i London, dirigerad av hennes make. I och med detta etablerade hon sig som den världsledande bel canto-sångerskan jämte Maria Callas och konkurrensen mellan dem var hård. Några år senare inledde Sutherland ytterligare ett musikaliskt samarbete som skulle visa sig lyckat för båda parter, nämligen med tenoren Luciano Pavarotti. En annan vanlig partner har varit mezzosopranen Marilyn Horne.
Hon utnämndes till kommendör av brittiska imperieorden (CBE) 1961 och dubbades till Dame Commander 1978, varefter hon kunde kalla sig Dame Joan.
Sutherland gästspelade ett flertal gånger i Stockholm, alltid i konsertanta framföranden: Lucia di Lammermoor på Konserthuset, Lucretia Borgia, Norma och Puritanerna i Berwaldhallen.
Mot slutet av sin karriär övergick hon alltmer till att sjunga högdramatiska roller. Sutherland drog sig tillbaka från scenen 1990 med ett firat framträdande av Johann Strauss den yngre Läderlappen med sina sångpartner och nära vänner Marilyn Horne och Luciano Pavarotti. Hon var på den tiden världens mest betalda operasångerska men hon har aldrig varit någon diva och hennes privata personlighet är tillbakadragen. Inte minst har hon visat detta genom att efter sitt tillbakadragande ägna en stor del av sin tid att på olika sätt gynna musiken och undervisa yngre sångare.

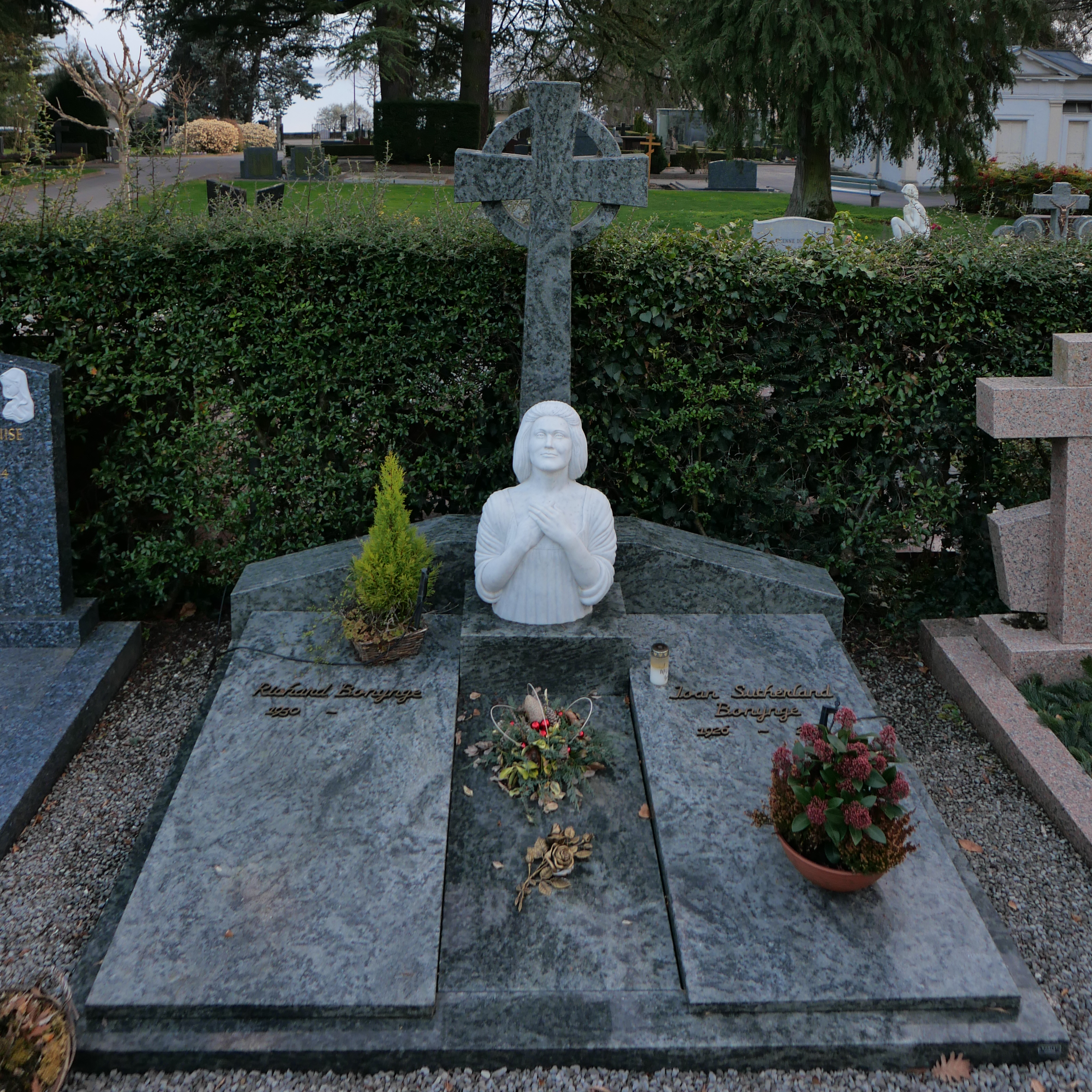
Graven 2024.

Hon avled i sitt hem i den lilla staden Les Avants strax norr om Montreux i Schweiz.
Sutherland begravdes på Clarens kyrkogård. Bredvid hennes grav är den framtida sista viloplatsen för hennes änkeman.

## Urval av roller
- Lucia i Lucia di Lammermoor av Gaetano Donizetti
- Alcina i Händels Alcina
- Norma i Vincenzo Bellinis Norma
- Amina i Vincenzo Bellinis La Sonnambula
- Elvira i Vincenzo Bellinis I Puritani
- Semiramis i Rossinis Semiramide
- Maria Stuarda i Donizettis Maria Stuarda
- Marguerite de Valois i Giacomo Meyerbeers Les Huguenots
- Gilda i Verdis Rigoletto
- Violetta i Verdis La traviata
- Ofelia i Ambroise Thomas opera Hamlet (som skrevs för den svenska sångerskan Christina Nilsson)
- Sieglinde i Richard Wagners Nibelungens ring
- Isolde i Richard Wagners Tristan und Isolde

## Urval av skivinspelningar
- The Voice of the Century (475 7981 6)
- Art of Prima Donna (452 298-2)
- Norma (475 7902 1)
- Adriana Lecouvreur – Cilea (475 7906 9)
- Anna Bolena – Donizetti (475 7910 6)
- Semiramide (475 7918 2)
- La Traviata (475 7922 9)
- The Art of Joan Sutherland (475 6302 0)

## Utmärkelser
- Australian of the Year,  1961
- Companion av Australienorden,  9 juni 1975[1]
- Dame Commander av Brittiska imperieorden,  30 december 1978[2]
- Förtjänstorden,  29 november 1991[3]
- Royal Philharmonic Society Gold Medal,  2002
- Hedersdoktor vid University of Sydney
- Kennedy Center Honors
- Australian National Living Treasure

[Redigera Wikidata]